# Гиппомобиль
Гиппомоби́ль — автомобиль французско-бельгийского изобретателя Этьена Ленуара, сконструированный им в 1860—1863 годах. Приводился в движение двигателем внутреннего сгорания конструкции Ленуара.
Автомобиль был трехколесным. Одноцилиндровый газовый двигатель развивал мощность около 1,5 л. с. при 100 об/мин. Первые версии работали на водороде, который получали электролизом воды. Отсюда и происходит название «гиппомобиль» (от др.-греч. ἵππος — лошадь), так как транспортное средство постоянно нуждалось в «питье». Позже автомобиль был адаптирован и к другим видам топлива, таким, например, как светильный газ. Именно гиппомобили на светильном или коксовом газе получили некоторое признание среди покупателей. Так, одна из машин Ленуара была создана для двора российского императора Александра II.
В 1862 году Ленуар испытал гиппомобиль, проехав на нем 18 км близ Парижа. Учитывая остановки в пути, поездка заняла три часа и затребовала огромный объем топлива.
Развитие автомобиля Ленуара было остановлено с началом франко-прусской войны 1870—1871 годов.